# Leyes estatutarias de San Marino
Las leyes estatutarias de San Marino (de nombre oficial: Leyes estatutarias de la República de San Marino, en latín: Leges Statutae Republicae Sancti Marini) es el conjunto de leyes o normas fundamentales que rigen y establecen la estructura político-administrativa de San Marino, de los cuales los más significativos son los Estatutos de 1600 y la Declaración de los Derechos del Ciudadanos de 1974, modificadas éstas en 2002. El sistema constitucional tiene influencias del Corpus Juris Civilis y del derecho consuetudinario romano. Los estatutos de San Marino son considerados por algunos historiadores como la norma constitucional más antigua que ha sobrevivido de cualquier Estado soberano del mundo, representando un auténtico instrumento arqueológico de carácter político.

## Composición y características
El actual sistema legal de San Marino entró en vigencia el 8 de octubre de 1600, durante la gestión dual de Pier Francesco Bonetti y de Belluzzo Belluzzi y puesta en práctica a partir de octubre de 1600 por Pier Matteo Belluzzi y Fabrizio Belluzzi como Capitanes Regentes de la República. El gobierno dio fuerza obligatoria a una compilación de Statuti escrita por Camillo Bonelli, cubriendo las instituciones y prácticas de la estructura de gobierno y la administración de justicia sammarineses en ese momento. Fue escrito en latín, conteniendo en seis libros. El título oficial en latín es: “Statuta Decreta ac Ordinamenta Illustris Reipublicae ac Perpetuae Libertatis Terrae Sancti Marini”.
El nuevo ordenamiento jurídico era una actualización del “Statuti Comunali” (Estatuto Comunitario) que había servido a San Marino como norma básica desde aproximadamente el año 1300. Las instituciones existentes, como el Consejo de los Sesenta, se adelantaron de este período. Los Estatutos forman la base de todas las leyes vigentes en la actualidad, por lo que puede ser la constitución más antigua vigente de cualquier nación.

### Primer libro
Está compuesto por 62 artículos o Rúbricas y trata, en parte, asuntos estrictamente constitucionales: el Arengo, el Gran Consejo General (legislativo), los Capitanes Regentes (ejecutivo) y el Consejo de los XII (judicial).
El mismo libro también identifica y regula una serie de oficinas administrativas del gobierno.
El tema tratado en el primer libro tiene un carácter constitucional, por un lado, ya que establece la estructura política del Estado, y por otro, el carácter administrativo, ya que identifica y regula una serie de oficinas responsables de llevar a cabo actividades y funciones administrativas y culturales, sean de carácter sanitario, militar y técnico.
Las dos últimas columnas o artículos, el 61 y el 62, dictan reglas de interpretación literal de los Estatutos y, lo que es más importante, reglas para determinar el proceder del Gran y General Consejo mediante ley ordinaria, puede proceder a reformar los Estatutos, también establece las formas de publicación y el mantenimiento de libros.

### Segundo libro
Denominado formalmente como: “Civilium Causarum”, está compuesto por 75 artículos. El primer segmento prevé procedimientos de derecho civil que abarcan citaciones, evidencias, examen de testigos y gastos judiciales. La segunda mitad cubre asuntos relacionados con niños y adolescentes, educación, salarios del servicio civil y testamentos. Hay una sección que promueve compromisos para resolver disputas y otra que regula el salario de los abogados.

### Tercer libro
El tercer documento es denominado formalmente como: “Maleficiorum”, está compuesto por 74 artículos y regula el derecho penal. El libro contiene normas que aseguran la exclusividad que ostenta el Estado para la persecución de conducta criminal, al tiempo que, pretende reprimir todas las formas de justicia privada; Se establece el principio de proporcionalidad de la sanción al bien protegido. Se presta especial atención a la protección de las propiedades del Estado y de la Iglesia y a la prevención de la contaminación de las fuentes de agua.

### Cuarto libro
Denominado formalmente como: “Appellationibus”, el cual contempla 15 artículos que regulan el nombramiento de jueces, la identificación del órgano de jueces, la clasificación de sentencias, el derecho de apelación y las garantías para el apelante.

### Quinto libro
El quinto documento es titulado formalmente como: “Extraordinarium”, está compuesto por 46 artículos que regulan varios temas, especialmente los relacionados con sanidad y salud en general.

### Sexto libro
El sexto y último documento constitucional es denominado de igual forma que el quinto libro (“Extraordinarium”), está compuesto por 42 artículos y regula los procedimientos de indemnización por daños causados por particulares y en el ejercicio de actividades artesanales.